# آتش سبز (فیلم ۱۹۵۴)
آتش سبز (انگلیسی: Green Fire) نام فیلمی آمریکایی است که در سال ۱۹۵۴ بر پرده سینماها به نمایش درآمد.